# Race movie
Race movie (let. "film razziali", ndt. "film per una razza") è il nome con il quale ci si riferisce a una specifica categoria di produzioni cinematografiche minori dirette al pubblico afroamericano, di voga negli Stati Uniti dal 1915 agli anni '50.
Di riferimento per le comunità nere americane, i film si componevano di un cast artistico quasi se non esclusivamente di colore, e spesso venivano girati direttamente da autori afroamericani. In totale, si conta che circa cinquecento race movie siano stati realizzati nel corso dell'esistenza del genere; di questi, meno di un centinaio sono oggi reperibili, dal momento che, essendo questi prodotti realizzati da investitori privati (indipendenti) fuori dal circuito di Hollywood, poco interesse aveva il loro mantenimento una volta distribuiti.
L'influenza dei race movie ha caratterizzato notevolmente la rappresentazione nelle arti degli afroamericani sia negli anni dopo la caduta del genere, sia ai nostri giorni.

## Produzione
Proprio come le "black sitcoms", i race movies erano, la maggior parte delle volte, finanziati da società di proprietà di bianchi, come Alfred N. Sack, e scritti da sceneggiatori bianchi. Esistevano anche studios di proprietà di afroamericani, come Lincoln Motion Picture Company (1916–1921), e in particolare Micheaux Film Corporation di Oscar Micheaux, situata a Chicago, attiva nel periodo 1918–1940. Nei suoi manifesti, Micheaux pubblicizzava i suoi film, scritti e prodotti esclusivamente da afro-americani. Astor Pictures pubblicò numerosi race films e produsse Beware con Louis Jordan.
Al sud, per assecondare la segregazione razziale, i race movies erano proiettati in "black theaters" dedicati. Sebbene nelle città del nord non ci fosse ufficialmente segregazione, i race films erano generalmente trasmessi in teatri presenti nelle periferie in cui vivevano comunità afro-americane. 
Mentre era estremamente raro che i black movies fossero presentati a una platea di bianchi, i "white theaters" riservavano spesso determinate fasce orarie agli spettatori di colore. Questo portò i race films a essere spesso mostrati come "matinée" e negli spettacoli notturni. Al culmine della popolarità, race films erano proiettati in 1.100 teatri in tutto il paese.
Molti grandi teatri del nord inclusero speciali gallerie riservate agli spettatori di colore.

## Temi
Sebbene fosse prodotti principalmente nelle città del nord, l'audience di riferimento era costituita principalmente da neri indigenti e provenienti dal sud migrated northward. Molti race films, principalmente quelli prodotti da sale di registrazione di proprietà di bianchi, tentarono di inserire valori appartenenti al ceto medio urbano, specialmente istruzione e operosità. I temi comunemente presentati includevano il progresso dell'etnia nera, la tensione esistente tra persone di colore istruite e non istruite e le conseguenze tragiche per i neri che resistevano ai valori del capitalismo liberale. Il più famoso race movie, The Scar of Shame, comprendeva tutti questi temi.
I Race films in genere evitavano riferimenti alla povertà, come i ghetti, alla decadenza sociale a al crimine. Nel momento in cui questi elementi apparivano, erano trattati marginalmente o come elementi fondamentali per la narrazione. Sorprendentemente, i race films raramente si occupavano di temi come ingiustizia sociale e questioni etniche.
I race films evitavano molti temi che potevano riguardare personaggi tipici presenti in film di tipo tradizionale, o comunque relegavano questi stereotipi ai ruoli principali e di antagonisti. Micheaux in particolare, riuscì a rappresentare i suoi protagonisti come istruiti, cortesi e benestanti. Micheaux sperava di dare ai suoi spettatori qualcosa per aiutarli a "favorire la razza"  nonostante facendo questo, sacrificava spesso la verosomiglianza. Numerose black sit-coms moderne, come I Robinson, hanno seguito un modello simile e hanno incontrato una critica simile. Le ragionevoli critiche erano basate sul fatto che molte "black sit-com" erano ambientate a New York, Chicago o Filadelfia. Mostravano afroamericani in grattacieli e non fu mai riconosciuto il fatto che esistevano medici, avvocati e altri professionisti negli stati centrali. Molti race films toccarono una corda sensibile alle persone di quelle zone.
D'altra parte, commedianti di colore come Mantan Moreland, che recitarono ruoli di primo piano in commedie di Hollywood, ottennero il ruolo di protagonista in films come Professor Creeps e Mr Washington Goes To Town. Alcuni intrattenitori di colore come Moms Mabley o Pigmeat Markham, furono protagonisti in film propri. Mabley e Markham non apparivano mai in spettacoli tradizionali fino ai tardi anni '60, quando entrambi apparirono su Laugh-In, nella televisione americana.
Numerosi cantanti e gruppi black apparirono in ruoli principali o di supporto in race film; Louis Jordan, per esempio, prese parte a tre film.

## Significanza
I Race movies sono di enorme interesse per gli studenti di cinema afro-americano non solo per il significato storico ma anche perché mettono in vetrina il talento di attori relegati a ruoli insignificanti e stereotipati in film di studio tradizionali. Hattie McDaniel e Clarence Muse sono due esempi dei più interessanti. Poche star dei race film furono capaci di estendere la propria celebrità in film tradizionali; per esempio, Paul Robeson e Evelyn Preer. Infatti, gli studi di Hollywood spesso sfruttarono i race movies come una fornace di talenti.

## Successi del genere
- The Homesteader (1919), primo film di Micheaux
- Within Our Gates (1919)
- Body and Soul (1925), debutto cinematografico di Paul Robeson
- The Scar of Shame (1927)
- The Exile (1931)
- Harlem on the Prairie (1937), Herb Jeffries nel primo Western Singing cowboy razziale
- Lying Lips (1939)
- The Blood of Jesus (1941), primo "race movie" ad essere inserito nell'U.S. National Film Registry nel 1991